# Никола I Горјански
Никола I Горјански, такође познат и као Никола I Гара или Никола Горјански Старији (мађ. Garai I Miklós; око 1325. — 25. јул 1386) је био мачвански бан (1359-1375) и угарски палатин (1375-1386). Био је један од водећих угарских барона током владавине угарског краља Лајоша I Анжујског. Истакао се у грађанском рату у Угарској стајући на страну краљице Марије и њене мајке Јелисавете. Погубљен је 1386. године.

## Успон
Никола Горјански је био син Андрије Горјанског и његове супруге, ћерке Ласла Невнаија. Рођен је око 1325. године. Његов стриц, Павле Горјански, био је мачвански бан од 1320. до 1328. године и један од водећих угарских барона током владавина Карла Роберта и Лајоша I Анжујског. Николина каријера отпочела је 1359. године када га је Лајош поставио за мачванског бана. Као мачвански бан, Никола је дошао на чело Бачко-бодрошке, барањске, сремске, веспремске и жупаније Валко. Никола је 1369. године предводио угарску војску против Владислава I Влашког који је подигао устанак против Лајошеве власти и поразио угарску војску предвођено трансилванским војводом Николом Лакфијем.
Никола Горјански је 1375. године учествовао у првој угарској кампањи против Османлија. Турска војска поражена је у Влашкој. Подржан од стране Лајошеве супруге, Јелисавете, Никола је 1376. године постављен за палатина. Истовремено је постао и жупан (испан) Пожуна, Чанада, Ковина, Карашко-северинске и Тамишке жупаније. Горјански је потиснуо све оне који су се противили његовом успону, попут трансилванијског војводе Стефана Лакфија. Стефан је пао у немилост краља док је био на ходочашћу у Светој земљи. Са друге стране, један од Николиних савезника, Димитрије, постао је 1378. године надбискуп Острогона и кардинал, иако је највероватније рођен у сељачкој породици.

## Оснос са српском државом
Брз успон Николе Алтомановића, наследника Војислава Војиновића, након 1367. године приписује се помоћи коју му је пружио мачвански бан. У дубровачким документима Никола Алтомановић је "велики пријатељ Николе Горјанског". Горјански је дошао у сукоб и са Санком Милтеновићем што је довело до сукоба између угарског краља Лајоша и босанског бана Твртка (1364). Мавро Орбин у свом "Краљевству Словена" пише да је Лајош подстакао стварање савеза између Твртка и моравског кнеза Лазара Хребељановића против Николе Алтомановића када се жупан удружио са Млетачком републиком и Балшићима у нападу на Котор, Дубровник и Драч (1372). Лајош је Твртку и Лазару ставио на располагање 1000 војника мачванског бана Николе Горјанског. Истовремено је Никола Горјански уговорио брак између свог малолетног сина Николе II и Лазареве ћерке Теодоре. Није у потпуности разјашњено када се Теодора удала за Николу Горјанског Млађег. Иларион Руварац је претпостављао да је венчање обављено 1378/9. године. Миодраг Пурковић је прихватио мишљење Руварца док је Раде Михаљчић сматрао да је до брака дошло годину или две након што се Теодорина сестра Драгана удала за Александра, сина бугарског цара Јована Шишмана (1386). Уколико је Руварчева претпоставка тачна, Лазареве родбинске везе могле су бити мотив за уплитање Лазара у грађански рат у Угарској који је избио након Лајошеве смрти. Ипак, Никола Горјански Старији је био и главни саветник краљице Марије коју су 1386. године погубиле управо присталице напуљске странке.

## Грађански рат у Угарској
Лајош је умро 11. септембра 1382. године. Марија, његова ћерка, наследила га је на престолу. Јелисавета, Маријина мајка, је деловала као регент. Краљевством су фактички управљали Никола Горјански и кардинал Димитрије. Горјански је затворио свог последњег моћнијег противника, Петра Кудара, владара Галиције, оптужујући га за издају. Регентство Јелисавете изазвало је незадовољство у племству. Иступила су барем тројица претендената на круну. Једна фракција, предвођена Иваном Палижном, хоспиталским игуманом Вране, стала је на страну Карла III Напуљској, последњег мушког припадника династије Анжујаца. Друга фракција, предвођена Николом Шћећијем, подржала је Жигмунда Луксембуршког, маркгрофа Бранденбурга и вереника Марије Угарске. Трећу фракцију представљали су Јелисавета Котроманић и Никола Горјански. Они су желели да вере краљицу Марију за Луја I од Орлеана, сина француског краља Шарла V и Џоане Бурбон.
Веридба Марије и Луја договорена је за почетак 1384. године. Никола Шћећи је отказао послушност регентици августа исте године. Жигмунд је 1386. године отишао у Чешку, али се вратио када је армију преузео његов брат Вацлав IV. У међувремену је Павле Хорват, загребачки бискуп и некадашњи присталица Николе Горјанског, позвао Карла Напуљског у Угарску. Његов долазак приморао је Јелисавету да одустане од планова склапања брака између Марије и Луја. У складу са новом политиком, Јелисавета је септембра 1385. године сменила Николу Горјанског и палатинским достојанством је именовала Николу Шћећија.

## Смрт
Жигмунд се оженио Маријом октобра исте године. Карло Напуљски је, у међувремену, наставио своју инвазију. Његове присталице прогласиле су га за краља. Жигмунд је схватио снагу свог противника те је напустио Угарску. Карло је крунисан за угарског краља 31. децембра 1385. године. Никола Горјански је остао упамћен по томе што је храбро бранио краљицу Марију и њену мајку Јелисавету од Хорвата (Петра и Павла) који су послати да их заробе. Због тога је погубљен 25. јула 1386. године.

## Потомство
Никола Горјански је имао четворо деце:
- Никола II Горјански (око 1367—1433), палатин (1402-1433), зет Жигмунда Луксембуршког[17].
- Јован (рођен око 1371 - умро пре 9. априла 1428), тамишки жупан (1402-1417), жупан (испан) Пожуна (1411-1417) и бан Озоре. Отац је босанске краљице Доротеје.
- Јелена, удала се за Николу II Шћећија пре 1398. године.
- Доротеја (умрла 21. априла 1425), удата за Николу Франкопана, бана Далмације и Хрватске[18].